# Onze-Lieve-Vrouw van Zeven Weeënkapel (Rijkevorsel)

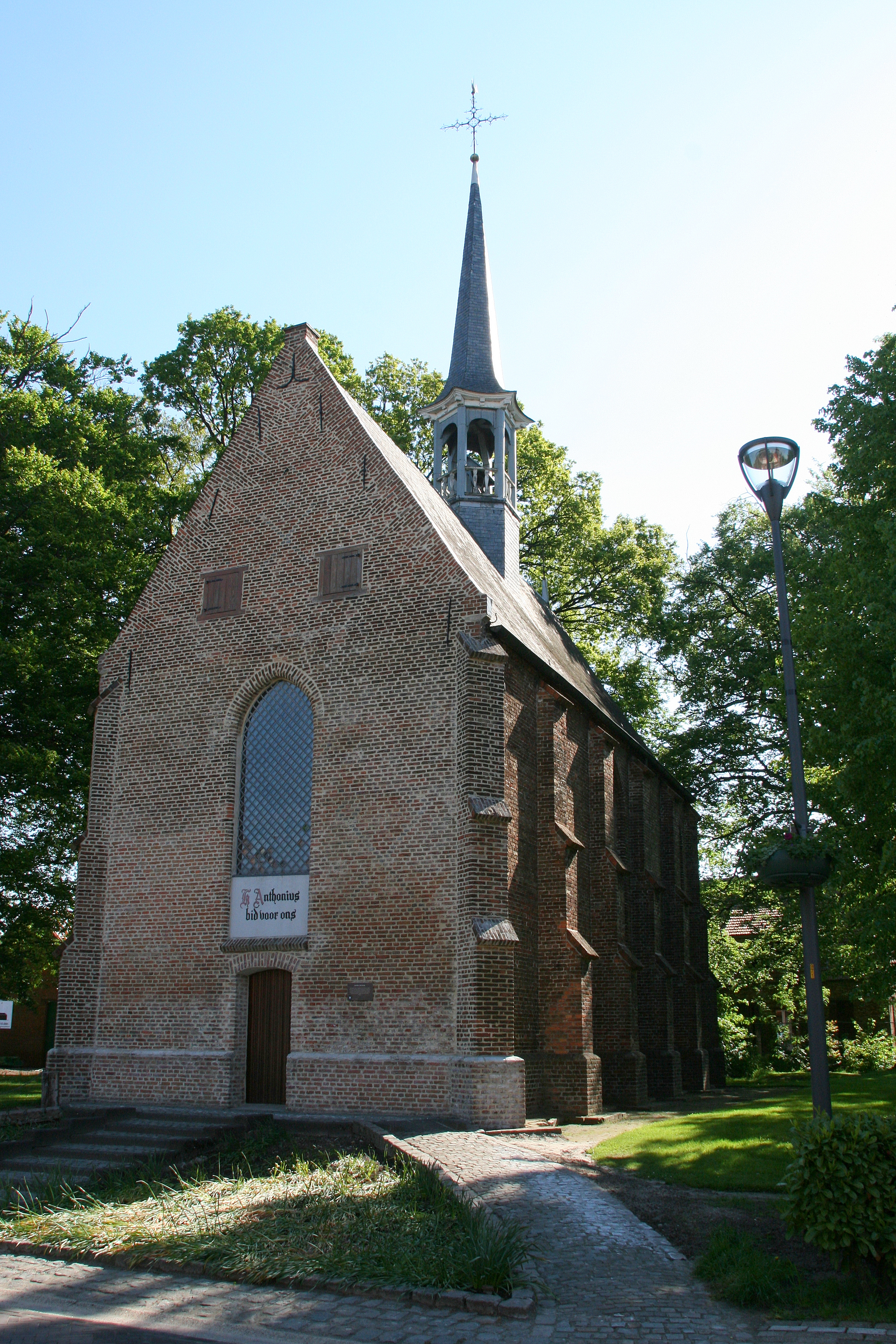
Onze-Lieve-Vrouw van Zeven Weeënkapel

De Onze-Lieve-Vrouw van Zeven Weeënkapel is een kapel in het gehucht Achtel van de Antwerpse plaats Rijkevorsel, gelegen aan Achtel 52.

## Geschiedenis
De kerk werd voor het eerst vermeld in 1475 en is mogelijk ouder. In de loop van de 16e eeuw raakte de kapel in verval. Van 1608-1619 werden herstelwerkzaamheden uitgevoerd. In de dakruiter hangt een klokje van 1729. Het klokje is gewijd aan Antonius Abt en de kapel dient ook voor devotie van deze heilige.
In 1938 werd de kapel beschermd als monument.

## Kapel
De kapel is gelegen op een kunstmatige heuvel, de Kapelberg en wordt omringd door oude bomen. De kapel is in gotische stijl. Het is een rechthoekig bakstenen gebouw met steunberen en een spitse dakruiter op het zadeldak. De voorgevel is een tuitgevel.
Het interieur wordt overkluisd door een houten tongewelf. Uit het vierde kwart van de 17e eeuw is het schilderij: Wijding van een Norbertijnerabt. Er is een gepolychromeerd houten beeld van Sint-Antonius met het varken. Ook van omstreeks 1600 is er een beeld van deze heilige.
Het houten portiekaltaar is uit de tweede helft van de 17e eeuw. Het altaarstuk, voorstellende de Bekoring van Sint-Antonius is van 1807 en werd vervaardigd door Pierre-Jean Hellemans.